# Дукљан
Дукљан (цар Дуклијан, или цар Дукљанин), личност је из српске народне легенде, распрострањене у Црној Гори, Далмацији, Босни и Херцеговини, а по свему судећи основа приче је преузета од старосједилаца, покрштених романо-илира. Према народном казивању: цар Дукљан је живио у граду Дукљи (Доклеји) и био омражен због насилничке природе и богохуљења. Ова прича о цару Дукљанину (Дуклијанину или Дукљану) има историјску основу у догађајима из времена римског цара Диоклецијана, скромним поријеклом из провинције Далмације (у оквиру ње је био и град Дукља) који је најсуровије прогонио хришћане - тако да је цар Дукљан (Дукљанин) легендарно име за цара Диоклецијана.

## Легенде
Због недјела која је починио, Бог је Дукљану послао Св. Илију, да га убије громом и разруши град Дукљу. Светац успијева разрушити град, али не и убити суровог цара. Дукљан је одлучио да ухвати Св. Илију и да га баци у окове, који су се налазили у близини моста на ријеци Морачи. Међутим, сазнавши за то, Св. Илија је одлучио да га предухитри, представљајући се пред царом као обичан путник. Рекао је Дукљану да су вериге припремљене за свеца премале за његов врат и замолио цара да сам проба вериге, да би провјерио да ли ће одговарати. Пошто Дукљан стави вериге на врат, Св. Илија их штапом слије, а стијена за коју су биле причвршћене, падне са везаним царом у ријеку Морачу. Од тада, Дукљан током цијеле године глође вериге, па оне око Божића буду дебљине длаке. Због тога је обичај да ковачи уочи овог празника ударе неколико пута чекићем у наковањ, како би притврдили окове. Ова божићна обавеза за коваче, била је чак утврђена и једним племенским законом, почетком XIX вијека (Васојевићки закон, у 12 тачака, чл. 23).
Дукљан је, у српским дуалистичким митовима, противник Божји, исто што и исконски ђаво (Ариман у персизму). Он је у извору испод Везировог моста (Подгорица) „свезан у синџир, који једнако глође, и уочи Божића таман да га преглође и свијет да ужди, а Циганин сваки по једном удари маљем у наковањ те притврде“. Цигани – ковачи, ушли су у ову стару народну легенду много касније, обзиром да су се на простору Црне Горе почели значајније настањивати крајем XVI вијека, а посебно су у приморске градове од стране османске власти довођени из Триполиса и Габеле (називани Габељима) као цијењене занатлије-ковачи: најприје у Бар, Улцињ, па Подгорицу и Никшић. 
У народу је Дукљан приказиван као некакав демон, који се често јавља у митовима и приповијеткама, нарочито космогонским.